# مرتضی قیاسی
مرتضی قیاسی (متولد ۱۸ فروردین ۱۳۷۴) کشتی‌گیر آزادکار ، ورزشکار تیم ملی ایران است.
از افتخارات وی می‌توان به کسب مدال برنز مسابقات قهرمانی کشتی آسیا ۲۰۲۱ و مدال برنز بازی های همبستگی کشورهای اسلامی قونیه ۲۰۲۱ اشاره کرد. وی سابقه حضور در المپیک ۲۰۲۰ توکیو را دارد.

## فعالیت حرفه‌ای ورزشی

### زیر ۲۳ سال جهان ۲۰۱۸
در وزن ۶۵ کیلوگرم مرتضی قیاسی در دور نخست در مصاف با واردگس کاراپتیان از ارمنستان با نتیجه ۱۱ بر صفر به پیروزی رسید وی در دور دوم نیز الیاس ژومای از قزاقستان را با نتیجه ۵ بر شکست داد و در دور سوم نیز با نتیجه ۱۰ بر صفر از سد کولتون مکریستال از آمریکا گذشت و راهی مرحله نیمه نهایی شد. قیاسی در این مرحله مقابل ری هیگوچی نایب قهرمان المپیک ۲۰۱۶ از ژاپن با نتیجه نزدیک ۴ بر ۴ مغلوب شد و به دیدار رده بندی رفت. وی در این دیدار مقابل اسلام دودایف از روسیه با نتیجه ۶ بر صفر شکست خورد و پنجم شد.

### قهرمانی آسیا ۲۰۲۱
در وزن ۶۵ کیلوگرم مرتضی قیاسی در دور نخست با نتیجه ۶ بر ۲ کریم حوجاکوف از ترکمنستان را مغلوب کرد وی در دور بعد مقابل علی بیک عثمان اف از قرقیزستان با نتیجه ۷ بر ۳ به برتری دست یافت و راهی مرحله نیمه نهایی شد. قیاسی در این مرحله مقابل 	تاکوتو اوتوگورو قهرمان جهان از ژاپن با نتیجه ۸ بر ۲ مغلوب شد و به دیدار رده بندی رفت. وی در این دیدار با نتیجه ۷ بر صفر و ضربه فنی نادر رحیم اف از ازبکستان را از پیش رو برداشت و صاحب مدال برنز شد.

### المپیک ۲۰۲۰ توکیو
در وزن ۶۵ کیلوگرم مرتضی قیاسی در دور نخست با نتیجه ۵ بر ۱ هیثم دخلاوی از تونس را مغلوب کرد. وی در دور بعد مقابل باجرانگ پونیا دارنده مدال نقره جهان از هند با نتیجه ۲ بر ۱ و ضربه فنی مغلوب شد و با توجه به شکست این حریف هندی در مرحله نیمه نهایی، قیاسی حذف شد.

### بازی‌های همبستگی اسلامی ۲۰۲۱
در وزن ۶۵ کیلوگرم مرتضی قیاسی در دور اول مقابل حمزه آلاجا از ترکیه با نتیجه ۶ بر ۲ به پیروزی رسید. وی در دور دوم با نتیجه ۸ بر ۴ مقابل حاجی علیف دارنده مدال‌های طلای جهان و نقره و برنز المپیک از جمهوری آذربایجان مغلوب شد و با توجه به حضور این کشتی‌گیر در دیدار فینال، قیاسی به دیدار رده‌بندی راه یافت. قیاسی در دیدار رده‌بندی با نتیجه ۴ بر ۲ از سد امید جلال‌اف از ازبکستان گذشت و صاحب مدال برنز شد.

### قهرمانی آسیا ۲۰۲۳
در وزن ۷۰ کیلوگرم مرتضی قیاسی در دور نخست با توجه به حاضر نشدن عنایت اولله از پاکستان به پیروزی رسید. وی در دور بعد و در مرحله یک چهارم نهایی با نتیجه ۴ بر ۲ مصطفی احمداف از تاجیکستان را مغلوب کرد و به مرحله نیمه نهایی راه یافت. وی در این مرحله مقابل سنجر دوسژانوف از قزاقستان با نتیجه ۴ بر ۱ مغلوب شد و راهی دیدار رده بندی شد. قیاسی در این دیدار با نتیجه ۲ بر ۱ مقابل اوروزبک توکتومامبتوف از قرقیزستان شکست خورد و پنجم شد.